# 公有水面埋立法
公有水面埋立法（こうゆうすいめんうめたてほう、大正10年4月9日法律第57号）は、日本の河川、沿岸海域、湖沼などの公共用水域の埋立、干拓に関する法律である。略称は、埋立法（うめたてほう）である。
1922年4月10日施行、1973年（昭和48年）9月20日改正。条文は52条で、関係法令は多数。

## 概要
対象は「公の水面を埋め立てて土地を造成する」行為とその実施者であり、河川と海域について都道府県知事の免許を規定している。なお、海域のうち港湾区域については港湾管理者に権限があるが、港湾管理者や漁港管理者はほとんどが知事（または市町村長）であるため、実質同じといえる。
私有地および、公有地でも溝渠やため池の用途変更などに伴うものは対象外であり、また護岸工事や築堤は土地造成が目的ではないため対象外となっている。
高度成長期、埋立地の急拡大により沿岸海域の生態系維持能力や浄化作用の消失による公害・環境汚染、漁業被害が急増し、昭和48年の法改正によりようやく歯止めが設けられた。特に、改正前の追認制度（無免許で埋立を開始した者に対し、免許を受けていたと見なす）が廃止され、原状回復命令を出せるようになった事で、不法投棄の取り締まりが可能となった。
埋立完了後に免許を発行した権限者による竣功認可へ合格すると、土地の所有権を得る（国が行った場合は対象外）。
主務大臣は国土交通大臣であり、巨大な国交省内でもさらに河川局、港湾局、地方整備局が許認可権限に係わっている。また、面積50ha以上または環境影響評価法対象の40ha以上の埋め立てに関しては、環境大臣の意見を聴取することになっている。

## 他法令との関係
公有水面の埋立は、大規模な事業であり与える影響も多いためか、関連法令は多い。
また、土地という第一級の資産に係わる関係上、税務をはじめとする財務関連の法令にも関連がある。
- 既存の権限に関する：河川法、海岸法、港湾法
- 新たな土地の利用に関する：土地改良法、都市計画法、都市再開発法、漁港漁場整備法
- 廃棄物による埋め立てに関する：廃棄物の処理及び清掃に関する法律、